# Chronicon Moissiacense
El Chronicon Moissiacense es una crónica anónima compilada posiblemente en el monasterio de Ripoll en el siglo X, pero que recibe su nombre por haberse hallado su único manuscrito, datable en el siglo XI, en el monasterio de Moissac. Se conserva actualmente en la Biblioteca Nacional de Francia (Cod. Paris. lat. 4886).
Como muchas crónicas, comienza con la historia bíblica de la creación del hombre, ganando interés histórico al llegar a periodos más cercanos a su fecha de composición. Termina sus referencias en el año 828. Las entradas correspondientes a los años 716-770 se han perdido.
El compilador parece haber usado anales anteriores procedentes del suroeste de Francia, que serían fuentes primarias acerca de Carlomagno y los acontecimientos militares, políticos y eclesiásticos de su tiempo.